# Zaboravljena generacija
Zaboravljena generacija (nje. izvornik Die vergessene Generation – Die Kriegskinder brechen ihr Schweigen ), knjiga njemačke spisateljice Sabine Bode. Na hrvatski ju je s njemačkoga prevela Tamara Peteh. U djelu se Bode bavi temom zaboravljene njemačke generacije. Kada je Drugi svjetski rat završio, za stanovnike Njemačke počelo je razdoblje obnove, razvoja, ali i potiskivanja. Zarobljeništvo, noći provedene u podrumima tijekom bombardiranja, sudioništvo u ratu, izbjeglištvo i progonstvo, sve je to ostavilo trag koji se osjeti i u drugoj, pa i trećoj generaciji. Zatomljene tragedije djece rata (Kriegskinder) opteretile su i njih i njihovu djecu. Tek poslije ponovnog ujedinjenja Njemačke, kada je rat i u političkom smislu završio, ta je željezna šutnja prekinuta i ljudi su progovorili o boli i krivici. Knjiga koliko su ratne traume još uvijek važne u društvu.